# Podoceropsis lindahli
Podoceropsis lindahli är en kräftdjursart som beskrevs av Hansen 1888. Podoceropsis lindahli ingår i släktet Podoceropsis och familjen Isaeidae. Inga underarter finns listade i Catalogue of Life.